# Mogreb Atlético Tetuán
Mogreb Atlético Tetuán (árabe: المغرب اتلتيكو التطواني; conocido como Atlético Tetuán y también llamado Moghreb Atlético De Tetouan, acrónimo MAT) es un equipo de la Liga marroquí de fútbol de Tetuán. El club fue fundado en 1922.

## Historia
El 12 de marzo de 1922, Tetuán vio el nacimiento de uno de sus primeros clubes de fútbol, la Unión Deportiva Moghreb de Tetuán formado únicamente por marroquíes. Y el 12 de marzo de 1933 el Sporting  de Tetuán y El Hispano-Marroquí, equipos españoles, se fusionaron para dar nombre al Athletic Club Tetuán. El Club Atlético Tetuán mantiene una estrecha relación histórica con el Club Atlético de Madrid.
La historia del club se divide en dos períodos: la creación del club en 1926 y la renovación del club después de la Independencia de Marruecos en 1956. Creado bajo el nombre Mogreb Atlético de Tetuán, tras unas temporadas adoptó el nombre de Acchourouk. A principios de la década de 1950 volvió a su nombre original, conservando también el escudo y los colores característicos del equipo. Desde la década de 1930, el Norte de Marruecos formaba el Protectorado español de Marruecos. Durante esa época el club jugó en la Primera división española 1951/52, tras ganar la Segunda División (grupo del sur) en la temporada 1950/1951. Después de la independencia de Marruecos de España, el club se dividió en dos clubes, por un lado el Club Atlético Moghreb con sede en Tetuán y por otro la Sociedad Deportiva Ceuta que se fusionó para formar el Club Atlético de Ceuta.
Después de la independencia, el club está bajo una nueva federación y compite en la D1, el primer campeonato nacional que organiza la FRMF. Desde entonces, el club ha jugado 14 temporadas en la élite y 34 en D2. En la etapa en la D2, el club ganó el campeonato en cinco ocasiones en 1965, 1994, 1997, 2005 y 2022. También fue cuartofinalista en la Copa de Marruecos dos veces en 1965, eliminado por el Stade Marocain y en 1981 eliminado por el que fue finalista el CODM Meknès. En 2021 llegó a su primera final de Copa ante el FAR Rabat, partido que terminó jugándose un año después por cuestiones de la pandemia de COVID-19; el equipo fue derrotado por el cuadro capitalino por marcador de 3-0. El 28 de mayo de 2012 tras ganar por 0-1 al FUS de Rabat como visitante, se proclamó campeón de la Liga marroquí por primera vez en su historia. En 2014 repitió el título de campeón de la liga marroquí tras ganar en la última jornada, el 25 de mayo, al Renaissance de Berkane y aprovechar el tropiezo del Raja de Casablanca, que perdió como visitante ante el OC Safi.

## Acuerdo con el Atlético de Madrid
En 2007 el Club Atlético de Madrid de fútbol y el Moghreb Atlético Tetuán (MAT) negociaron la creación en la ciudad de Tetuán de una asociación de seguidores y una escuela de fútbol del club español. La delegación española estará formada por los presidentes del Atlético de Madrid y por la Fundación Atlético de Madrid, el director general de la Fundación, responsable del desarrollo del club, un representante de la asociación de seguidores del club, y el director la comunicación del Atlético de Madrid.
Los responsables del club español también podrán participar como observadores en la junta general del MAT. Esta visita se caracterizó por la celebración de los resultados del Tetuán en el campeonato nacional, después de que el equipo ocupara el tercer lugar. "Nos complace saber que los funcionarios del club español se sume a nosotros durante las celebraciones en honor del Atlético de Moghreb Tetouan", dijo el presidente de MAT, Abdelmalak Abroun. "Esta importante visita fue sin duda un enorme paso adelante, más allá de lo deportivo. En particular, el hecho de que Atlético de Madrid es conocido a nivel mundial. La asociación que nos une hoy con este club es uno de los activos que tenemos que explotar y promover el deporte en nuestro país, sobre todo en Tetuán."
Durante esta visita, los miembros de la delegación española se reunieron con directivos de la Federación de Fútbol de Marruecos en Rabat y también con los representantes de los seguidores del MAT. Los seguidores marroquíes del Atlético de Madrid anunciaron en esta ocasión la creación de la Asociación Española de seguidores del Atlético de Madrid. El presidente de la Asociación de Amigos y Simpatizantes del Atlético de Madrid, Youssef Salama, dijo que esta asociación entre los dos clubes es un paso importante que permitirá que el Atlético de Moghreb Tetuán pueda fortalecer su potencial. Con lo que Tetuán se puede beneficiar de una escuela de formación.

## Entrenadores
- Mohamed Fakhir (enero de 2010-mayo de 2011)
- Jean-François Jodar (mayo de 2010–diciembre de 2010)
- Aziz El Amri (julio de 2011–enero de 2015)
- Sergio Lobera (2015-2017)
- Abdel Malik Ijbaten
- Abdelhak Benchikha (2017)[2][3]
- Youssef Fertout (2017-2018)[1]
- Grindo Abdelatif (2021-presente)

## Palmarés

### Torneos nacionales
- Botola 1 (2):

2012, 2014
- Botola 2 (6):

1958, 1970, 1990, 1995, 2005, 2022.
- Subcampeón de la Copa del Trono (1): 2021

### Torneos en España
- Segunda División (1): 1950/51.
- Tercera División (1): 1948/49.

## Participación en competiciones internacionales
| Temporada | Torneo                            | Ronda      | Club             | Casa | Visita | Global      |
| --------- | --------------------------------- | ---------- | ---------------- | ---- | ------ | ----------- |
| 2013      | Liga de Campeones de la CAF       | Preliminar | Casa Sport       | 1-0  | 0-1    | 1-1 (1-3 p) |
| 2014      | Copa Mundial de Clubes de la FIFA | Preliminar | Auckland City FC | -    | -      | 0-0 (3-4 p) |